# Jagdschloss Glienicke

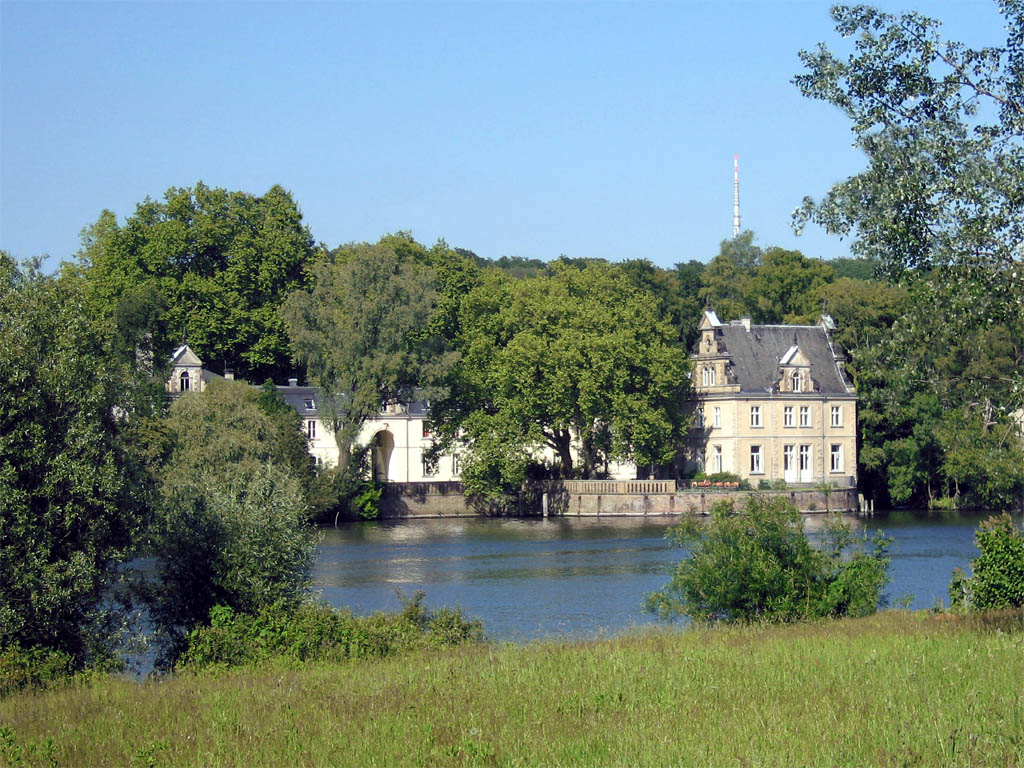
Jagdschloss Glienicke, sett från Babelsbergparken över Glienicker See.

Jagdschloss Glienicke är ett jaktslott i barockstil i stadsdelen Wannsee i Berlin, beläget vid floden Havel i närheten av Glienicker Brücke. Sedan 1990 ingår slottet och den omgivande parken som delar i UNESCO-världsarvet Palats och parker i Potsdam och Berlin.

## Historia
Slottet uppfördes 1682–93 under ledning av den franske arkitekten Charles Philippe Dieussart (död 1696) för kurfursten Fredrik Vilhelm I av Brandenburg. Under hans son, kung Fredrik I av Preussen, utvidgades slottet i fransk barockstil. 
Slottet förvärvades av prins Karl av Preussen för sonen Fredrik Karl av Preussen och byggdes om av Ferdinand von Arnim 1859. Fasaden fick sitt huvudsakliga nuvarande utseende genom en ombyggnad av Albert Geyer 1889. Under Weimarrepubliken övergick slottet i privat ägo.
Slottet förvärvades av Berlins nazistiske överborgmästare Julius Lippert 1934, genom utpressning av den judiske affärsmannen Ignatz Nacher. Lippert tog slottet som sitt officiella residens och öppnade slottsparken för allmänheten. 
Efter andra världskriget byggdes slottet om och blev vandrarhem fram till 2003. Burspråket i glas ritades av Max Taut 1963. Slottet låg omedelbart i anslutning till Berlinmuren 1961–1989, och skiljdes av muren från det angränsande villaområdet Klein Glienicke på den östtyska sidan. 
Slottets södra flygel brandskadades svårt 2003 och slottet renoverades därefter 2005–2012.